# 周定邦
周定邦（1958年—），台灣作家、台灣唸歌歌仔先、台語文運動推行者、台灣唸歌及恆春民謠推行者。台語名「Tēng-pang Suyaka Chiu」，筆名Suyaka Chiu、Iā-kú-káⁿ。出生於鹽分地帶台南市將軍區青鯤鯓，現居住於台南市，國立臺灣文學館助理研究員退休、現任國立成功大學台文系助理教授級兼任專家、台灣說唱藝術工作室藝術總監、大目周唸歌團團長、台文筆會常務理事、台灣羅馬字協會理事、台越文化協會會員、台南市二二八關懷協會會員。

## 學經歷
周定邦，國立台北工專(現北科大)土木科畢業。國立成功大學台灣文學系碩士。1997年加入台南市鄉城台語讀書會，1998年與台語文運動者黃勁連、施炳華等人一同發起成立菅芒花台語文學會，從事台語文運動及台語文學創作推廣。1999年起跟隨國寶級唸歌大師吳天羅與國寶級恆春民謠大師朱丁順，學習台灣唸歌及恆春民謠，2000年創立台灣說唱藝術工作室，成立大目周唸歌團，推行台灣唸歌藝術及恆春民謠，創作台灣歌仔冊史詩，是一位堅心傳承唸歌藝術及恆春民謠的歌仔先。
周定邦曾任台灣說唱藝術工作室團長、國立成功大學台文系助理教授級兼任專家、國立台南護專兼任講師、台南市鄉城台語讀書會會長、菅芒花台語文學會理事長、台灣海翁台語文教育協會常務監事、台灣羅馬字協會常務理事、台文筆會秘書長、臺南縣噍吧哖人文發展協會顧問、台南市國立台北科技大學校友會理事、教育部「台語能力認證試題研發」計畫團隊成員、《菅芒花台語文學》主編。
周定邦創立台灣說唱藝術工作室，以創作唸歌作品、表演推廣及招收學徒等方式傳承台灣唸歌藝術及恆春民謠，他是頭一位將恆春民謠與台灣唸歌結合表演的歌仔先，也是將台灣唸歌和恆春民謠與布袋戲、現代舞台劇結合的作家。曾經與朱丁順一同參與台南人劇團2001 年年度大戲《安蒂岡妮》的演出，也曾參與一些重要演出，如：唸歌唱曲鬧猜猜—國寶級唸歌藝人大匯演、台南縣麻豆鎮暗藝華會~十八媱迎春傳統民俗文化活動、安平文化節、台灣詩路台語歌謠歌詩吟唱會、台南人劇團法國Avignon 演出《Macbeth》、陳定南逝世六週年紀念音樂會、高雄市夢時代「第一屆夢想城市海洋嘉年華」、噍吧哖事件紀念音樂會、黃家古厝音樂會、台南藝術節、台灣月琴民謠祭、台灣唸歌節、台南和平紀念重現消逝記憶活動、集集草根音樂節、水岸藝術節、鹿港傳統工藝展、磺溪美展、228事件73周年中樞儀式等。此外，周定邦的唸歌作品也曾被邀請做為展覽，如：《勇士為義來鬥爭—漚汪儒俠林崑岡》、《義戰噍吧哖》、《半島哀歌》、《BOK血Ê孔嘴》、《基隆港朝鮮藝旦殉情歌》、《市場悲喜曲》等，其中《市場悲喜曲》為波蘭視覺藝術家Karolina Breguła創作，曾於波蘭華沙及高雄市立美術館展覽。
周定邦除了創作唸歌作品外，也創作台語現代詩、劇本、小說等文學作品。1998年他的第一本台語現代詩集《起厝兮工儂》榮獲南瀛文學新人獎，評審評定他的台語詩：「堅持母語音色的詩質，強調現實批判的精神，對台灣主體性的思考佮視野，有歷史性的見證意義；風格強勁開闊，是咱這個時代真需要建立的生命圖象。」
周定邦在2011年以台灣說唱藝術工作室出版發行台語劇本《孤線月琴》，這部由國家文化藝術基金會補助出版的文學作品，包含周定邦原創的兩齣台語劇本，一齣是曾獲二〇〇六年李江卻台文獎A-Khioh賞（第一名）的《魂斷噍吧哖》，另一齣則為曾於二〇〇七年入圍台灣文學獎、二〇〇八年教育部「用咱的母語寫咱的文學創作獎」榮獲小說戲劇組第一名的《孤線月琴》。《魂斷噍吧哖》是一齣結合台灣布袋戲及現代劇場元素的台語歷史戲劇，《孤線月琴》則是結合台灣唸歌藝術與現代劇場元素的台語戲劇。這兩部作品，呈現台語文學獨特的文學質素與文化意義，可說把台語文學創作，帶入一個新的境界，極具文學價值作品。前台文筆會理事長廖瑞銘在《孤線月琴》獲得「教育部97年用咱的母語寫咱的文學」第一名時，於小說戲劇評審委員評論中說：「本作品是師法六O年代法國荒謬戲劇大師尤捏斯柯的風格，所創作的一篇非常傑出的劇作，尤其是，作者能以流利的台語文書寫，並加入台灣傳統念歌仔的說唱藝術，使整個作品不但具有荒謬主義戲劇的前衛精神，更把台語文學創作帶入一個新境界。宣示台語文學不只是強調語言獨特趣味而已，更重要的是呈現獨特的文學質素與文化意義。放在現代戲劇創作的範疇，這一齣『獨角戲』的戲劇成就絲毫不比當代其他創作的劇本遜色。」
周定邦的唸歌作品，主要在創作以台灣歷史事件為主題的史詩型作品，如：《台語七字仔白話史詩—義戰噍吧哖》、《台語七字仔白話史詩—桂花怨》、《周定邦唸歌專輯—BOK血Ê孔嘴》等，其中《台語七字仔白話史詩—桂花怨》於2012年2月28日在國立台灣文學館舉辦新書發表，這部記錄台籍日本兵及二二八事件的台灣歌仔史詩，演唱時間長達10小時20分，是目前的最長的史詩型台灣唸歌作品。
廖瑞銘在《台江台語文學》第3期曾發表〈台灣唸歌．現代呈現──周定邦的《桂花怨》評介〉，廖瑞銘在這篇論文中指出《桂花怨》有6個特色與價值：1.鮮明ê時代性。2.是歷史書寫ê新形式。3.顛覆傳統ê文學分類。4.有豐富ê藝術性。5.Phah破台語文漢字書寫ê迷思。6.堅持台語文書寫主體性ê尊嚴。
台中教育大學台灣語文學系副教授丁鳳珍說：「因為周定邦ê phah-piàⁿ，台灣唸歌、歌仔冊總算ē-tàng tòe tio̍h轉型正義，kiâⁿ出台灣228 kap白色恐怖時期ê緊張驚hiâⁿ，改正éng過chōe-chōe歌á先錯亂ê台灣歷史敘事，…hō͘歌á冊kap唸歌ê藝術手路tit-tio̍h súi-khùi ê發展，iā hō͘ lán看kìⁿ歌仔冊、唸歌pho͘-pâi長篇台灣歷史敘事歌詩ê châi-tiāu。」

## 獲獎及榮譽
- 2023,《三台山ê風》入圍第34屆傳藝金曲獎最佳傳統音樂專輯獎（台灣說唱藝術工作室）、最佳作詞獎（周定邦〈恆春民謠國寶朱丁順傳奇〉及〈琴字入心肝〉二項）、最佳演唱獎（朱丁順）。[11]
- 2022，榮獲國立成功大學台灣語文測驗中心第一屆台語文獎學金，林茂生教授台語教學優良獎。[12]
- 2021，《台灣動物來唱歌》入選文化部第43次中小學生讀物選介。
- 2021，《台灣動物來唱歌》入圍第一屆「台灣生態環境影展」最佳音樂音效獎。
- 2021，《三台山ê風－恆春民謠國寶朱丁順kap周定邦師生作品合集》創作出版計畫榮獲文化部語言友善環境及創作應用補助。
- 2020，《BOK血Ê孔嘴》榮獲財團法人二二八事件紀念基金會「109年度二二八事件教材著作及調查考證補助」。
- 2019，阮劇團「十八銅人台語仙拚仙（2019第二季）」表演比賽，榮獲第一名。
- 2016，第六屆台南文學獎台語詩佳作。
- 2014，國藝會2014布袋戲製作及發表專案：鴨母王傳奇。劇本審查通過。
- 2013，第三屆台南文學獎台語小說第一名。
- 2013，綠色和平電台19週年台慶台語歌詞創作徵選入選。
- 2013，台南市文化局推薦參加文化藝術薪傳獎民俗音樂獎選拔。
- 2013，布袋戲劇本《台灣英雄傳之決戰噍吧哖》與王藝明掌中劇團合作，入選2013國藝會布袋戲專案補助。
- 2012，第二屆台南文學獎台語散文佳作獎。
- 2012，布袋戲劇本《英雄淚》入選台南市政府100年度優良出版品佳作獎。
- 2011年，阿却賞台語文創作獎，詩〈台灣生態悲喜曲〉榮獲Lā-poe賞(第二名)。
- 2011，《台語七字仔白話史詩—桂花怨》出版計畫，榮獲國家文化藝術基金會文化資產類補助。
- 2011，台語劇本《孤線月琴》出版計畫，榮獲國家文化藝術基金會補助。
- 2009，榮獲「教育部98年推展本土語言傑出貢獻個人獎」。
- 2008，榮獲財團法人彭明敏文教基金會2008「台灣研究」學位論文獎助學金最佳碩士論文獎。
- 2008，榮獲教育部97年用咱的母語寫咱的文學創作獎（劇本小說類第一名）。
- 2008，《桂花怨—台語七字仔史詩》文學創作計畫，榮獲國家文化藝術基金會補助。
- 2008，阿却賞台語文學研究獎，論文〈本土‧文學‧人生：恆春民謠采集kiau恆春半島社區文化營造研究〉榮獲研究生組第一名。
- 2008，恆春半島民謠表演暨比賽，榮獲月琴創意組第一名。
- 2007，入圍「2007台灣文學獎」劇本創作類。
- 2007，恆春民謠大賽榮獲個人競賽成人組優等、詩詞徵稿組優等、月琴伴唱創意競賽組甲等。
- 2007，阿却賞台語文創作獎，詩〈建材三部曲〉榮獲Lā-poe賞(第二名)。
- 2007，阿却賞台語文創作獎，小說〈3月16〉榮獲白鴒鷥賞(第二名)。
- 2006，阿却賞台語文創作獎，劇本《魂斷噍吧哖》榮獲阿卻賞(第一名)。
- 2006，阿却賞台語文創作獎，小說〈後窟á坑1號鐵線橋〉榮獲白鴒鷥賞(第二名)。
- 2005，第二屆海翁台語文學獎（詩類）佳作。
- 2004，第一屆海翁台語文學獎（詩類）佳作。
- 2004，高雄縣歌徵詞第二名。
- 2004，「第十二屆南瀛文學獎」現代詩類優等獎。
- 2003，獲中華民國社區廣播電台協會「91年廣播金音獎」－「本土文化節目主持人獎」入圍(南都電台「土地的聲嗽」節目)。
- 2003，台南市歌徵選作詞入圍獎(作品：〈愛戀古都—府城之歌〉)。
- 2003，高雄縣傳統戲劇優良劇本徵選，布袋戲劇本《噍吧哖風雲》榮獲優等獎。
- 2003，阿却賞台語文創作獎，榮獲Lā-poe賞(社會級詩組二賞)。
- 2001，「第九屆南瀛文學創作獎」現代詩類佳作。
- 2001，屏東縣恆春鎮天道堂第四屆全國恆春民謠比賽亞軍。
- 2001，台南市鄉土語言教材徵選特優獎。
- 2000，「第八屆南瀛文學創作獎」現代詩類第一名。
- 1998，台南縣政府〈南瀛之歌〉歌詞甄選第一名。
- 1998，台語詩集《起厝兮工儂》榮獲「第六屆南瀛文學新人獎(現代詩類)」。
- 1998，吳三連台灣史料基金會第20屆鹽分地帶文藝創作獎。

## 著作目錄
台語現代詩
- 周定邦2005《Ilha Formosa》，台南縣：台南縣政府。
- 周定邦2001《斑芝花開》，台南縣：台南縣文化局。
- 周定邦1999《起厝兮工儂》，台南縣新營市：台南縣立文化中心。

台語劇本
- Suyaka Chiu 2014《台灣英雄傳：決戰噍吧哖》(含DVD)，台南市：台灣文學館。
- 周定邦2011《英雄淚：周定邦布袋戲劇本集》，台南市：台南市政府文化局。
- 周定邦2011《孤線月琴》，台南市：台灣說唱藝術工作室。
- 周定邦台語譯本2008《閹雞》，台北市：國立中正文化中心。
- 周定邦劇本翻譯2004《貝克特《終局》》，台北市：台南人劇團。
- 周定邦2003《噍吧哖風雲》(合著《高雄縣傳統戲劇優良劇本徵選集》)，高雄縣岡山鎮：高雄縣政府文化局。

台灣唸歌/恆春民謠
- 周定邦2024《唱咱台灣一歌詩：大目周台灣唸歌作品集》，台南市：台灣說唱藝術工作室。
- 周定邦2024《血沃个母語樹：記貳貳壹世界母語日》，台南市：台灣說唱藝術工作室。
- 周定邦2024《阿榮仔尋頭路》，台南市：台灣說唱藝術工作室。
- 周定邦2024《竹仔歌》，台南市：台灣說唱藝術工作室。
- 周定邦2024《台灣地名相觸歌》，台南市：台灣說唱藝術工作室。
- 周定邦2024《半島哀歌》，台南市：台灣說唱藝術工作室。
- 周定邦2022《三台山ê風－恆春民謠國寶朱丁順kap周定邦師生作品合集》，台北市：前衛。
- 周定邦2022《網紗記事》，台北市：前衛。
- 周定邦2022《島嶼戀歌》，台北市：前衛。
- 周定邦2021《基隆港朝鮮藝旦殉情歌》，台北市：風月襟懷文化。
- 周定邦2018《周定邦唸歌專輯：BOK血Ê孔嘴》，台南市：台灣說唱藝術工作室。
- 周定邦2012《台灣唸歌：桂花怨—台語七字仔白話史詩》，台南市：台灣說唱藝術工作室。
- 周定邦2003《台灣風雲榜》，台南：台南市立圖書館。
- 周定邦2001《義戰噍吧哖：台語七字仔白話史詩》，台南：台灣說唱藝術工作室。

台語生態童謠影音繪本
- 周俊廷(文)、周定邦(詞)、莊棨州(圖)2020《台灣動物來唱歌》，台北市：前衛。

台南人劇團「西方經典劇作台語翻譯演出計劃」台語翻譯作品
- 《神姊奏鳴曲—Macbeth詩篇》 (原著William Shakespeare之《Macbeth》)
- 《Soah局》(原著Samuel Beckett之《Endgame》)
- 《虛幻的遊戲》(原著Rabindranath Tagore之《Mayar Khela》)
- 《Lysistrata：查甫人佮查某人的戰爭》(原著Aristophanes之《Lysistrata》)
- 《跤步聲》(原著Samuel Beckett之《Foot falls》)
- 《椅á》(原著Eugène Ionesco之《Les Chaises》)
- 《閹雞》(原著張文環之《閹雞》)

論文
- 周定邦2008《詩歌、敘事kap恆春民謠 ：民間藝師朱丁順研究》，國立成功大學台灣文學研究所碩士論文。

其他
- 丁鳳珍、周定邦、林裕凱編輯2023《歌仔冊小事典（上）》，台南市：國立臺灣文學館。ISBN：978-986-532-803-0
- 丁鳳珍、周定邦、林裕凱編輯2023《歌仔冊小事典（下）》，台南市：國立臺灣文學館。ISBN：978-986-532-804-7
- 林裕凱、周定邦、丁鳳珍編輯2023《歌仔冊常用臺語韻腳小詞典》，台南市：國立臺灣文學館。ISBN：978-986-532-805-4
- 周定邦編輯委員2020《台文筆會年刊No.7》，台南市：台文筆會。ISSN：2521-4314

- 周定邦、林裕凱總編輯2019《臺灣唸歌集（第八冊：楊清雲等）》，台南市：台灣文學館。ISBN：978-986-5437-18-3
- 周定邦、林裕凱總編輯2019《臺灣唸歌集（第七冊：楊秀卿）》，台南市：台灣文學館。ISBN：978-986-5437-18-3
- 周定邦、林裕凱總編輯2019《臺灣唸歌集（第六冊：吳天羅）》，台南市：台灣文學館。ISBN：978-986-5437-18-3
- 周定邦、林裕凱總編輯2019《臺灣唸歌集（第五冊：黃秋田）》，台南市：台灣文學館。ISBN：978-986-5437-18-3
- 周定邦、林裕凱總編輯2019《臺灣唸歌集（第四冊：邱鳳英2）》，台南市：台灣文學館。ISBN：978-986-5437-18-3
- 周定邦、林裕凱總編輯2019《臺灣唸歌集（第三冊：邱鳳英1）》，台南市：台灣文學館。ISBN：978-986-5437-18-3
- 周定邦、林裕凱總編輯2019《臺灣唸歌集（第二冊：呂柳仙2）》，台南市：台灣文學館。ISBN：978-986-5437-18-3
- 周定邦、林裕凱總編輯2019《臺灣唸歌集（第一冊：呂柳仙1）》，台南市：台灣文學館。ISBN：978-986-5437-18-3
- 周定邦編輯委員2019《台文筆會年刊No.6》，台南市：台文筆會。ISSN：2521-4314
- 周定邦編輯委員2018《台文筆會年刊No.5》，台南市：台文筆會。ISSN：2521-4314
- 周定邦編輯委員2017《台文筆會年刊No.4》，台南市：台文筆會。ISSN：2521-4314
- 周定邦總編輯2017《歌詩傳奇 : 臺灣唸歌傳人作品採集》，台南市：國立台灣文學館。ISBN：978-986-05-2561-8
- 周定邦總編輯2017《歌詩傳奇 : 臺灣唸歌傳人身影採集》，台南市：國立台灣文學館。ISBN：978-986-05-2577-9
- 周定邦等編著2017《文學大觀：國立台灣文學館典藏精選集》，台南市：台灣文學館。ISBN：978-986-05-0540-5
- 周定邦主編2017《國立台灣文學館年報2016》，台南市：台灣文學館。ISSN：2075-7557
- 周定邦主編2017《國立台灣文學館館員論文集》，台南市：台灣文學館。ISBN：978-986-05-2851-0
- 周定邦編輯委員2016《台文筆會2015年刊4》，台南市：台文筆會。ISSN：2521-4314
- 蔣為文、周定邦、楊蕙如主編2016《探索台語白話字的故事CHÁU-CHHŌE TÂI-OÂN-JĪ Ê KÒ͘-SŪ》，台南：國立台灣文學館&台灣羅馬字協會。ISBN：978-957-28015-7-4
- 周定邦主編2016《國立台灣文學館館員論文集》，台南市：台灣文學館。ISBN：978-986-04-9955-1
- 施俊州編著 、周定邦策畫2015《台語文學發展年表》，台南市：台灣文學館。ISBN：978-986-04-6704-8
- 施俊州編著 、周定邦策畫2015《台語作家著作目錄》，台南市：台灣文學館。ISBN：978-986-04-6703-1
- 周定邦主編2015《國立台灣文學館年報2014》，台南市：台灣文學館。ISSN：2075-7557
- 周定邦總編輯2014《半島月琴ê心聲：恆春民謠》，台南市：台灣文學館。ISBN：978-986-04-2545-1
- 周定邦總編輯2014《台灣風雅：台灣褒歌》，台南市：台灣文學館。ISBN：978-986-04-2544-4
- 周定邦總編輯2014《島嶼敘事：台灣唸歌(2)》，台南市：台灣文學館。ISBN：978-986-04-2543-7
- 周定邦總編輯2014《島嶼敘事：台灣唸歌(1)》，台南市：台灣文學館。ISBN：978-986-04-2542-0
- 周定邦主編2014《國立台灣文學館年報2013》，台南市：台灣文學館。ISSN：2075-7557
- 周定邦執行編輯2014《臺文筆會2014年刊》，台南市：台文筆會。ISBN：978-986-90003-1-4
- 周定邦等編著2013《神與物遊：國立台灣文學館典藏精選集》，台南市：台灣文學館。ISBN：978-986-03-5194-1
- 周定邦執行編輯2013《臺文筆會2013年刊》，台南市：台文筆會。ISBN：978-986-90003-0-7
- 施俊州著 、周定邦主編2012《臺語文學導論》，台南市：台灣文學館。ISBN：978-986-03-5265-8
- 蔣為文總編輯、周定邦執行編輯2011《台語白話字文學選集05：散文》，台南市：台灣文學館。ISBN：978-986-02-8987-9
- 蔣為文總編輯、周定邦執行編輯2011《台語白話字文學選集04：小說‧劇本》，台南市：台灣文學館。ISBN：978-986-02-8987-9
- 蔣為文總編輯、周定邦執行編輯2011《台語白話字文學選集03：詩‧歌》，台南市：台灣文學館。ISBN：978-986-02-8987-9
- 蔣為文總編輯、周定邦執行編輯2011《台語白話字文學選集02：台譯文學》，台南市：台灣文學館。ISBN：978-986-02-8987-9
- 蔣為文總編輯、周定邦執行編輯2011《台語白話字文學選集01：文化論述kap啟蒙》，台南市：台灣文學館。ISBN：978-986-02-8987-9
- 陳恆嘉等著、周定邦等策劃2009《飄撇‧堅心：阿嘉紀念文集》，台南市：台灣文學館。ISBN：978-986-01-7946-0
- 朱奕爵、周定邦、董峰政著1999〈呼籲鄉土語研列為必修的課程〉，《台灣母語文化之重生與再建學術研討會》頁259-260，台南市：財團法人台南市文化基金會。